# Coliseo: La revancha
Coliseo: La Revancha es la tercera temporada de Coliseo Romano comenzó el 30 de septiembre de 2012. El show está presentado por Álvaro Salas y es emitido por Megavisión.
Un tráiler del programa fue dado a conocer el 23 de septiembre, el mismo tráiler comenzó a ser emitido en las tandas comerciales del canal, así como también comenzaron a develarse más imágenes en programas de la misma señal.

## Descripción
Coliseo, la revancha es un espacio de humor que pondrá a prueba el talento para hacer reír de cada participante. Este nuevo formato reúne a los mejores humoristas de la primera y segunda temporada de Coliseo Romano. 14 serán los humoristas que se presentarán en esta nueva versión del programa, entre ellos destacan Bastián Paz, La Pola, Filomeno, Centella y muchos más. Coliseo, la revancha cuenta además con nuevos jurados y nuevo animador. A cargo de cada evaluación estarán el famoso actor Fernando Godoy y también el popular comediante Ernesto Belloni. Rocío Marengo mantiene en su rol como jurado. Álvaro Salas debuta en la conducción del nuevo espacio. María Luisa Godoy se convertirá en apoyo para el animador durante la conducción, además tendrá a cargo la realización del backstage en cada gala del programa.

## Participantes
| Participante  | Resultado final                                | Nominaciones |
| ------------- | ---------------------------------------------- | ------------ |
| La Pola       | Ganadora de Coliseo:La Revancha                | -            |
| Centella      | Segundo lugar de Coliseo:La Revancha           | 1            |
| Los Pollitos  | Tercer lugar de Coliseo:La Revancha            | -            |
| El Rolo       | Cuarto Lugar de Coliseo:La Revancha            | -            |
| Filomeno      | Quinto lugar de Coliseo:La Revancha            | 1            |
| El Pampero    | Finalista Eliminado de Coliseo:La Revancha     | 2            |
| Edo Caroe     | Finalista Eliminado de Coliseo:La Revancha     | 2            |
| Bastián Paz   | Finalista Eliminado de Coliseo:La Revancha     | 3            |
| Zitito Zitoti | Semifinalista Eliminado de Coliseo:La Revancha | 1            |
| Danny Humor   | Semifinalista Eliminado de Coliseo:La Revancha | 2            |
| Payahop       | 4.tos eliminados de Coliseo:La Revancha        | 1            |
| Johan Pérez   | 3.er eliminado de Coliseo:La Revancha          | 2            |
| Los Picarones | 2.dos eliminados de Coliseo:La Revancha        | 1            |
| Mari con Tito | 1.ros eliminados de Coliseo:La Revancha        | 1            |

## Galas
Son episodios de transmisión en vivo, en los que los 14 participantes deben presentarse con una rutina en cada jornada. Un espectáculo que congregra a 14 artistas, todos dispuestos a mostrar su mejor rutina para así llegar a ser el mejor.

### Tabla resumen
| Participantes | Gala 1                    | Gala 2                    | Gala 3                  | Gala 4              | Semifinal                                                | Final                                     |
| ------------- | ------------------------- | ------------------------- | ----------------------- | ------------------- | -------------------------------------------------------- | ----------------------------------------- |
| La Pola       | Salvada                   | Salvada                   | Salvada                 | Salvada             | Salvada                                                  | Ganadora                                  |
| Centella      | Salvado                   | Salvado                   | Salvado                 | Salvado             | Nominado                                                 | Segundo lugar                             |
| Los Pollitos  | Salvados                  | Salvados                  | Salvados                | Salvados            | Salvados                                                 | Tercer lugar                              |
| El Rolo       | Salvado                   | Salvado                   | Salvado                 | Salvado             | Salvado                                                  | cuarto lugar                              |
| Filomeno      | Salvado                   | Salvado                   | Salvado                 | Salvado             | Salvado                                                  | quinto lugar                              |
| El Pampero    | Salvado                   | Salvado                   | Salvado                 | Nominado            | Salvado                                                  | Eliminado                                 |
| Edo Caroe     | Salvado                   | Salvado                   | Salvado                 | Salvado             | Nominado                                                 | Eliminado                                 |
| Bastián Paz   | Salvado                   | Salvado                   | Nominado                | Salvado             | Nominado                                                 | Eliminado                                 |
| Zitito Zitoti | Salvado                   | Salvado                   | Salvado                 | Salvado             | Eliminado                                                |                                           |
| Danny Humor   | Salvado                   | Nominado                  | Salvado                 | Salvado             | Eliminado                                                |                                           |
| PayaHop       | Salvados                  | Salvados                  | Salvado                 | Eliminados          |                                                          |                                           |
| Johan Pérez   | Nominado                  | Salvado                   | Eliminado               |                     |                                                          |                                           |
| Los Picarones | Salvados                  | Eliminados                |                         |                     |                                                          |                                           |
| Mari con Tito | Eliminados                |                           |                         |                     |                                                          |                                           |
| Nominados     | Johan Pérez Mari con Tito | Los Picarones Danny Humor | Bastian Paz Johan Pérez | El Pampero Paya Hop | Bastián Paz Danny Humor Zitito Zitoti Centella Edo Caroe | El Pampero Bastián Paz Filomeno Edo Caroe |
| Eliminado     | Mari con Tito             | Los Picarones             | Johan Pérez             | PayaHop             | Danny Humor Zitito Zitoti                                | El Pampero Bastián Paz Edo Caroe          |

     El participante se salvó de ser eliminado.
     El concursante resultó entre las peores presentaciones y debió enfrentarse a la decisión final.
      El concursante es eliminado por el jurado.
     El concursante obtuvo el quinto lugar.
     El concursante obtuvo el cuarto Lugar.
     El concursante obtuvo el Tercer lugar.
     El concursante obtuvo el Segundo lugar.
     El concursante es el Ganador de Coliseo Romano "La Revancha".

## Audiencia
| 1 | Domingo | 30 de septiembre | 1.ª Gala  | 22:35 - 00:34 | 16,8 | Cuarto  | [ 3 ] |
| 2 | Domingo | 7 de octubre     | 2.ª Gala  | 22:33 - 00:51 | 16,3 | Cuarto  | [ 4 ] |
| 3 | Domingo | 14 de octubre    | 3.ª Gala  | 22:34 - 00:52 | 15,2 | Tercero | [ 5 ] |
| 4 | Domingo | 21 de octubre    | 4.ª Gala  | 22:35 - 00:54 | 19,4 | Cuarto  | [ 6 ] |
| 5 | Domingo | 4 de noviembre   | Semifinal | 22:33 - 00:54 | 17,7 | Tercero | [ 7 ] |
| 6 | Domingo | 11 de noviembre  | Final     | 22:35 - 01:15 | 21,0 | Tercero | [ 8 ] |

     Episodio más visto.

     Episodio menos visto.